# وارطان آوتیسیان (تاریخ‌نگار)
وارطان آوتیسی آوتیسیان (ارمنی: Վարդան Ավետիսի Ավետիսյան؛  زادهٔ ۱۳ فوریهٔ ۱۹۱۱ - درگذشته ۲۲ اکتبر ۱۹۷۵) یک مورخ اهل ارمنستان بود.

## زندگی‌نامه
در ۱۳ فوریهٔ ۱۹۱۱ در وان به دنیا آمد و از دانشگاه دولتی ایروان  (۱۹۳۲) فارغ‌التحصیل شد. وی در حزب کمونیست ارمنستان (اتحاد شوروی) فعالیت می‌کرد.  وی همچنین برنده دانشمند شایسته ارمنستان شوروی (۱۹۶۷) شده است. وی در ۲۲ اکتبر ۱۹۷۵ در سن ۶۴ سالگی در ایروان درگذشت.

## یادداشت
1. ↑  պատմական գիտությունների թեկնածո